# Orbis OS
Orbis OS est le système d'exploitation utilisé par la console de salon PlayStation 4, du fabricant Sony Computer Entertainment. Il remplace le système d'exploitation XcrossMediaBar, utilisé par la PlayStation 3.
Il s'agit d'un système d'exploitation de type Unix basé sur l'OS FreeBSD 9.0, sorti le 12 janvier 2012,.